# 苦茶槭
苦茶槭（学名：Acer ginnala sp. theiferum）为槭树科槭属下的一个亚种。

## 扩展阅读
- 維基物種上的相關：苦茶槭